# Sahak Velký
Svatý Sahak Velký (také uváděn jako Izák Velký, Izák Parthský a podobně; kolem 345 / 350 Caesarea Kapadocká – 438  / asi 7. září 439, Aštišat) byl katolikos (patriarcha) arménské církve v letech 387–438/439. Patřil k hlavním obráncům arménské kulturní a církevní nezávislosti, byl skutečným zakladatelem arménské národní církve. Podílel se také na prvním překladu bible do arménštiny. Sahak spolu s Mesropem Maštocem a jejich žáky proto bývají Armény označováni jako Svatí překladatelé. Většinou církví je uctíván jako svatý, Arménská apoštolská církev si jeho svátek připomíná vícekrát - dva týdny před Velkým postem, čtvrtý týden po Seslání Ducha svatého (přibližně v červenci), třetí týden po Nanebevzetí Panny Marie (září) a v listopadu. Katolická církev jeho svátek slaví 6. července, pravoslaví 20. listopadu.

## Život
Sahak se narodil jako syn arménského katolika Nersese I. přibližně v polovině 4. století v maloasijské Ceasareji Kapadocké. Mnozí jeho předkové zastávali pozici arménských katoliků a on sám byl jedním z posledních potomků apoštola Arménů Řehoře Osvětitele. Vzdělání se mu dostalo někde v okolí rodného města a možná i v Konstantinopoli Dobře znal helénskou kulturu a východní jazyky. V mládí se oženil, avšak poté, co jeho žena zemřela, se stal mnichem.
Někdy v letech 387/388 byl Sahak jmenován katolikem Arménie. Podporoval klášterní život, přičemž vlastní sídlo změnil na klášter. S asketickým životem spojil i samotnou roli katolika a zavedl povinnost celibátu pro všechny arménské biskupy. Zakládal školy a chrámy, uspořádal několik místních synod a koncilů. Patří mezi ně třetí a čtvrtý synod ve Vagharšapatu (Ečmiadzine) a druhý a třetí koncil v Artašatu. Zpomalil šíření nestoriánství v Arménii a podílel se na prosazení závěrů efezského koncilu v arménské církvi. Spolu se svými žáky zřejmě přeložil koncilní dokumenty do arménštiny. Velkým Sahakovým úspěchem bylo uznání arménského patriarchátu Konstantinopolí, čímž se země osvobodila z východořímského resp. byzantského vlivu. Pomáhal Mesropovi Maštocovi vytvořit arménskou abecedu a podílel se také na tvorbě arménského překladu Bible z řečtiny a syrštiny.
V roce 428 byl Sahak po zničení Arménského království Peršany následkem politických intrik zbaven úřadu katolika a jeho majetek byl zabaven. Sahak si však přesto zachoval vysokou autoritu a zůstal de facto jedinou hlavou Arménů. V roce 432 se do Arménie díky svému charismatu mohl vrátit. Přibližně v roce 435 byl dokončen první arménský překlad Bible. Na arménské synodě v Aštišatu (435) Sahak propagoval ortodoxní nauku o Kristově osobním božství a odsoudil přílišný důraz na jeho lidství reprezentovaný Theodorem z Mopsuestie. Zemřel asi někdy v letech 438/439. Údaje o jeho životě lze nalézt v dílech arménských historiků Koriuna a Movsese Chorenaciho.

## Dílo
Kromě účasti na překladu Bible do arménštiny je Sahakovi připisováno několik dalších textů. Patří k nim liturgická příručka, hymny a dopisy. Movses Chorenaci cituje tři jeho dopisy, avšak jen dva jsou autentické. Dedikované byly Akáciovi z Melitény a konstantinopolskému metropolitovi Proklovi. Odpovědí na dopis Proklovi mohl být Proklův dopis Tomus ad Armenios, který v té době poslal Arménům. Kromě toho jsou Sahakovi připisovány různé dopisy byzantskému císaři Theodosiovi II., konstantinopolskému arcibiskupovi Attikovi a jiným východním prelátům. Arménská tradice mu připisuje i některé sporné kánony. Jeho dopisy byly publikovány ve francouzském a anglickém překladu.